# Álvaro Peña (futbolista bolivià)
Álvaro Guillermo Peña (11 de febrer de 1965) és un futbolista bolivià que va formar part de l'equip bolivià a la Copa del Món de 1994.